# Murray Valley-encefalitis
Murray Valley-encefalitis of ook Australische encefalitis is een infectieziekte die veroorzaakt wordt door het Murray Valley-virus. Deze ziekte wordt overgedracht door muggen.

## Klinisch beeld
Het merendeel van de Murray Valley-encefalitis besmettingen verloopt subklinisch of als een mild griepachtig beeld met koorts, hoofdpijn, misselijkheid en braken. Slechts een klein deel van de infecties leidt tot daadwerkelijke encefalitis met naast voorgenoemde klachten ook verwardheid, convulsies en duizeligheid en uiteindelijk zelfs coma en overlijden. Een doorgemaakte infectie leidt tot levenslange immuniteit.